# Oreovica (Pirot)
Pour les articles homonymes, voir Oreovica.
Oreovica (en serbe cyrillique : Ореовица) est un village de Serbie situé dans la municipalité de Pirot, district de Pirot. Au recensement de 2011, il comptait 76 habitants.

## Démographie
| 1948 | 1953 | 1961 | 1971 | 1981 | 1991 | 2002 | 2011 |
| ---- | ---- | ---- | ---- | ---- | ---- | ---- | ---- |
| 624  | 614  | 576  | 441  | 321  | 205  | 128  | 76   |

|  |